# Agnes Dean Abbatt
Agnes Dean Abbatt (New York, 23 giugno 1847 – New York, 1º gennaio 1917) è stata una pittrice e illustratrice statunitense.

## Biografia
Studiò al Cooper Union e alla National Academy of Design di New York; divenne in seguito membro della American Watercolor Society. Era nota per l'utilizzo della tecnica dell'acquarello; i suoi dipinti sono principalmente paesaggi e fiori.